# Тайвань на зимних Олимпийских играх 2022
Китайская Республика, также известная как Тайвань, выступала как Китайский Тайбэй на зимних Олимпийских играх 2022 года в Пекине, Китай, с 4 по 20 февраля 2022 года. Из-за политического статуса Тайваня и политики одного Китая национальная символика Тайваня использоваться не будет, как это предусмотрено в Нагойской резолюции 1979 года, заставляющей спортсменов Тайваня выступать под именем Китайского Тайбэя с 1984 года.
Хуан Юйтин и Хо Пин-Джуй несли флаг страны во время церемонии открытия. Тем временем горнолыжник Ли Вэнь-и был знаменосцем на церемонии закрытия.

## Предыстория
С момента окончания гражданской войны в Китае, Китайская Республика, управляемая Гоминьданом, сохранила контроль только над Тайванем, бывшей префектурой Цин, которая ранее находилась под японским колониальным правлением с 1895 по 1945 год, и несколькими другими незначительными островами. Когда международное признание перешло к Китайской Народной Республике, возглавляемой Коммунистической партией, в 1970-х годах и в соответствии с принципом одного Китая КНР, единственным способом, с которым Тайвань могла участвовать в международных организациях, было название, приемлемое для КНР. Тем не менее, Тайваню было разрешено выступать под этим именем на Зимних Олимпийских играх 1972 и Зимних Олимпийских играх 1976 года.
Тайвань бойкотировал Олимпийские игры в 1976 и 1980 годах после того, как ей не разрешили участвовать в соревнованиях под названием «Китайская Республика Китай». Китайский Тайбэй принял Нагойскую резолюцию в 1981 году и впервые официально принял участие в Олимпийских играх на зимних Олимпийских играх 1984 года. С тех пор китайский Тайбэй отправлял делегации на все зимние Олимпийские игры, и Турин стал их седьмым выступлением на зимних Олимпийских играх. Их делегация в Турине состояла из единственного спортсмена по санному спорту Ма Чжи Хунга. Его сопровождали в Турине тренеры и товарищи по команде в качестве материально-технической поддержки. Ма был знаменосцем на церемонии открытия Зимней Олимпиады 2006 года, в то время как волонтер нёс флаг на церемонии закрытия.
В январе 2022 года сборная китайского Тайбэя объявила, что её спортсмены не примут участия в церемониях открытия или закрытия, сославшись на меры по борьбе с пандемией COVID-19 и задержку рейсов. Решение было принято после того, как официальное лицо КНР ошибочно обозначило Тайвань как «Тайбэй, Китай». После того, как Международный олимпийский комитет опубликовал заявление, подтверждающее, что все команды должны направить персонал для участия в церемониях открытия и закрытия, Олимпийский комитет Китайского Тайбэя заявил, что Тайвань будет присутствовать на обеих церемониях. В свою очередь, Тайваньская ассоциация по правам человека и другие организации опротестовали решение Олимпийского комитета Китайского Тайбэя посетить церемонию, выразив мнение, что присутствие ОКР было одобрением плохой ситуации с правами человека в КНР.

## Участники
| Спорт              | Мужчины | Женщины | Всего |
| ------------------ | ------- | ------- | ----- |
| Горные лыжи        | 1       | 1       | 2     |
| Санный спорт       | 0       | 1       | 1     |
| Конькобежный спорт | 0       | 1       | 1     |
| Total              | 1       | 3       | 4     |

## Горные лыжи
В китайском Тайбэе квалифицировались один горнолыжник мужского и одна женского пола.
| Спортсмен   | Событие        | Забег 1 | Забег 1 | Забег 2         | Забег 2         | Всего           | Всего           |
| Спортсмен   | Событие        | Время   | Место   | Время           | Место           | Время           | Место           |
| ----------- | -------------- | ------- | ------- | --------------- | --------------- | --------------- | --------------- |
| Хо Пин Джуй | Мужской слалом | НФ      | НФ      | Did not advance | Did not advance | Did not advance | Did not advance |
| Ли Вэнь-и   | Женский слалом | 1:36.49 | 58      | 1:09.55         | 50              | 2:46.04         | 50              |

## Санный спорт
Основываясь на результатах сезона Кубка мира по санному спорту 2021-22 годов, китайский Тайбэй квалифицировался на 1 санках в женском одиночном катании.
| Спортсмен    | Событие          | Забег 1  | Забег 1 | Забег 2  | Забег 2 | Забег 3  | Забег 3 | Забег 4         | Забег 4         | Всего    | Всего |
| Спортсмен    | Событие          | Время    | Место   | Время    | Место   | Время    | Место   | Время           | Место           | Время    | Место |
| ------------ | ---------------- | -------- | ------- | -------- | ------- | -------- | ------- | --------------- | --------------- | -------- | ----- |
| Линь Син-жун | Женские одиночки | 1:01.550 | 32      | 1:01.057 | 29      | 1:01.004 | 30      | Не продвинулась | Не продвинулась | 3:03.611 | 31    |

## Конькобежный спорт
| Спортсмен  | Событие | Гонка   | Гонка |
| Спортсмен  | Событие | Время   | Место |
| ---------- | ------- | ------- | ----- |
| Хуан Юйтин | 500 м   | 39.23   | 26    |
| Хуан Юйтин | 1000 м  | 1:17.35 | 24    |
| Хуан Юйтин | 1500 м  | 2:00.78 | 26    |